# Lorenzo di Bicci

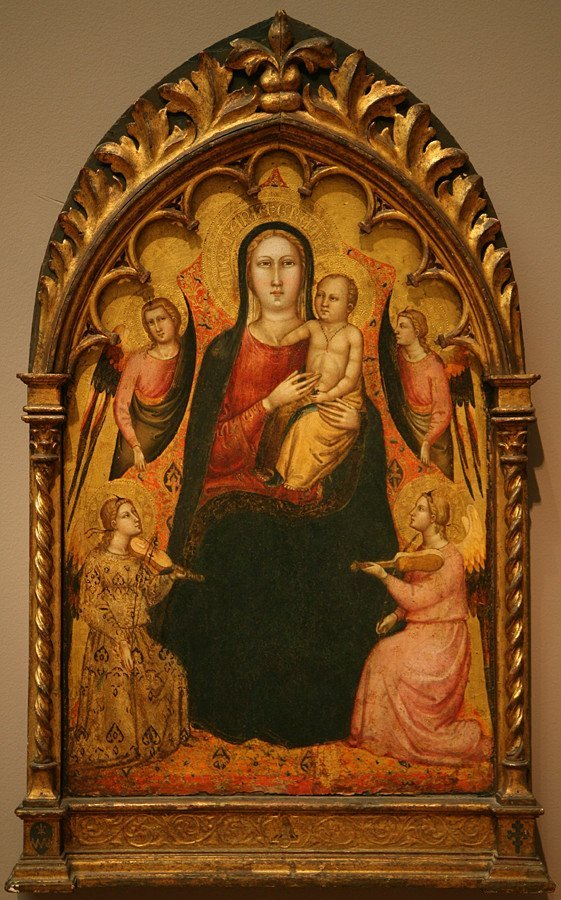
Mare de Déu i infant amb àngels, pintura de Lorenzo di Bicci, Museu de Belles Arts de San Francisco, 1405-1410

Lorenzo di Bicci (~1350 — 1427) va ser un pintor italià de l'escola florentina i d'estil convencional. Hom creu que va aprendre l'ofici amb son pare, sobre el qual no se sap altra cosa que el seu nom: Bicci. Al voltant de 1370, era membre el gremi de Sant Lluc —el gremi de pintors de Florència. La seua primera obra documentada que es coneix és un Sant Martí entronitzat, datada el 1380 i actualment al dipòsit de la Galleria Arte de Florència. Va ser mestre del seu fill, Bicci di Lorenzo (1373-1452) i del seu net Neri di Bicci (1418-1492), que va heretar el seu taller. Giorgio Vasari sovint atribueix al pare obres del fill.